# Natassia Malthe
Linn Natassia Malthe, född 19 januari 1974 i Oslo, är en norsk fotomodell och skådespelerska. Hon har tidigare även gått under namnen Natasha Malthe, Natassia Scarlet Malthe, och Lina Teal.

## Bakgrund
Natassia Malthe föddes som den yngsta av två döttrar till en norsk far och en malaysisk mor, som har arbetat som lärare, respektive sjuksköterska. Hennes uppväxt tillbringade hon bland annat i hamnstaden Drøbak, belägen vid Oslofjorden, mellan Oslo och Moss. Hon har också gått på tre olika dansskolor, belägna i Skottland, Norge och Kanada, där hon utövade både dans och sång, tills det att hon flyttade till London för att studera musikalteater. Hon reste därefter till USA, där hon senare skulle komma att få sin allra första skådespelarroll på TV.

## Skådespelarkarriär
Malthe har fått flera småroller under sin karriär, bland annat i TV-serierna Dark Angel och Andromeda, samt ett flertal filmroller. År 2005 spelade hon rollen som Typhoid Mary, i superhjältefilmen Elektra, där hon bland annat spelade mot Jennifer Garner. Hon blev i denna film mycket uppmärksammad för en kysscen mellan henne och Garner, som senare kom att bli nominerad till en MTV Movie Award, i kategorin Bästa kyss.

## Modellkarriär
Malthe hade under en kortare period en karriär som toppmodell inom reklam i Filippinerna, Hongkong, Singapore, och Thailand. Hon blev dessutom, under år 2003, rankad som den 53:e sexigaste kvinnan, i tidningen Maxims lista "100 Sexiest Women". Två år senare, det vill säga 2005, blev hon rankad som 74:a, på listan "Hot 100 of 2005", även den på Maxim.

## Våldtäkt/försök till trekant
I oktober 2017 meddelade Malthe, att hon under år 2008 hade blivit utsatt för ett sexuellt övergrepp av filmproducenten Harvey Weinstein, på ett hotell i centrala London (strax efter den brittiska prisgalan BAFTA Awards). Han ska även vid ett senare tillfälle ha försökt tvinga henne till att vara med på en trekant tillsammans med en annan kvinna, i samband med en diskussion kring hennes då kommande roll i filmmusikalen Nine, som hon strax därefter skulle komma att hoppa av. Hon blev därmed den nionde kvinnan att anklaga Weinstein för våldtäkt, tillsammans med bland andra Gwyneth Paltrow, Angelina Jolie, Rosanna Arquette, Rose McGowan, och Lysette Anthony.

## Filmografi (i urval)

### Filmer
| - 1998 – Inte som andra - 1999 – Lake Placid - 2000 – Mina jag & Irene - 2002 – 40 Days and 40 Nights - 2002 – Stark Raving Mad - 2002 – Halloween: Resurrection - 2002 – K-9: P.I. - 2003 – A Guy Thing - 2005 – Elektra - 2005 – Confessions - 2005 – Chaos - 2006 – Skinwalkers - 2006 – DOA: Dead or Alive | - 2006 – Dead and Deader - 2007 – 101 kvinnor - 2007 – BloodRayne II: Deliverance - 2008 – Alone in the Dark 2 - 2010 – Percy Jackson och kampen om åskviggen - 2011 – BloodRayne: The Third Reich - 2011 – In the Name of the King: Two Worlds - 2012 – This Means War - 2013 – Assault on Wall Street - 2013 – Vikingdom - 2015 – The Good, the Bad, and the Dead - 2018 – Alpha - 2021 – Last Man Down |

### TV-serier
- 1996 – Viper (TV-serie)
- 1997 – Millennium (TV-serie)
- 1998 – First Wave (TV-serie)
- 2000 – Dark Angel (TV-serie)
- 2004 – Död zon (TV-serie)
- 2004 – Andromeda (TV-serie)
- 2007 – Fallen (TV-serie)
- 2010 – Fringe (TV-serie)